# Octodon bridgesi
El degú de Bridges (Octodon bridgesi) es una especie de roedor histricomorfo de la familia Octodontidae. Se encuentra únicamente en Chile. Lleva su nombre en honor al botánico Thomas Bridges, que enviara los primeros especímenes al Museo de Historia Natural de Londres para su identificación.

## Biología y fisiología
A diferencia de su pariente el degú común, el degú de Bridges es un animal de hábitos nocturnos. Vive en pequeñas comunidades, en refugios naturales. Pasa el día dentro de la madriguera, que abandona al anochecer.
Se diferencia del degú común por el ambiente en que vive, por su hábitat nocturno, su tamaño algo mayor y por características específicas en sus piezas dentarias: presenta una indentación molar más profunda, y un profundo pliegue dentro de su último molar.

## Hábitat
Esta especie tiene un ámbito de distribución limitado al sur de Chile y su área de dispersión en mucho menor que la del degú común. Habita en zonas boscosas y rocosas, aprovechando sus habilidades para trepar árboles y rocas. Ocasionalmente habita también en áreas deforestadas, donde ocasionalmente excava madrigueras en comunidad, como el degú común, aunque está mucho menos adaptado a la excavación que su pariente más conocido. Por esta razón, la deforestación es una seria amenaza para la supervivencia de la especie.
Durante 30 años se postuló que también vivía en el sudoeste de la Argentina, sin embargo las poblaciones del género Octodon que habitan en ese país (y áreas colindantes de Chile), en el año 2020 fueron separadas en una especie distinta: Octodon ricardojeda.